# Шон Рудман
Шон Рудман (англ. Shaun Rudman; нар. 17 лютого 1978) — колишній південноафриканський тенісист.
Найвищу одиночну позицію світового рейтингу — 658 місце досяг 8 листопада 1999, парну — 109 місце — 27 травня 2002 року.

## Титули на челленджерах

### Парний розряд: (4)
| Ранг | Рік  | Турнір                    | Покриття | Партнер    | Суперники                      | Рахунок                 |
| ---- | ---- | ------------------------- | -------- | ---------- | ------------------------------ | ----------------------- |
| 1.   | 2001 | Бристоль, Велика Британія | Трава    | Веслі Муді | Жіль Ельсенеер Туомас Кетола   | 6–4, 6–3                |
| 2.   | 2001 | Сеговія, Іспанія          | Тверде   | Веслі Муді | Невілл Годвін Маркос Ондруска  | 7–6(7–5), 6–3           |
| 3.   | 2002 | Вольфсбург, Німеччина     | Килим    | Ян Герних  | Філіппо Мессорі Джанлука Поцці | 7–6(7–3), 6–7(3–7), 6–3 |
| 4.   | 2002 | Андорра                   | Тверде   | Веслі Муді | Ермес Гамональ Рікардо Мелло   | 6–2, 6–1                |